# Chistopol
Chistopol (tiếng Nga: Чистополь) là một thành phố Nga. Thành phố này thuộc chủ thể Cộng hòa Tatarstan. Thành phố có dân số 63.029 người (theo điều tra dân số năm 2002). Đây là thành phố lớn thứ 256 của Nga theo dân số năm 2002. Múi giờ là GMT+7.